# 세인트 (1997년 영화)
《세인트》(영어: The Saint)는 1997년에 개봉한 미국의 첩보 스릴러 영화이다. 필립 노이스가 연출하고, 밸 킬머, 엘리자베스 슈, 라데 셰르베지야 등이 출연하였다.

## 줄거리
세인트 이그네이셔스 고아원 소년 존 로시는 스스로를 사이먼 템플러로 칭한다. 어른이 된 사이먼은 가톨릭교회 성인(saint)들 이름을 가명으로 쓰면서 국제 사회에서 "더 세인트"(The Saint)로 불리며 세련된 도둑으로 이름을 떨친다.
사이먼은 과거 소련 공산당 수장이었던 러시아 석유왕 이반 트레티야크로부터 혁명적인 상온 핵융합 공식을 훔쳐달라는 의뢰를 받는다. 보어인 여행자 토머스 모어로 가장한 사이먼은 옥스퍼드 대학교 소속 미국인 전기화학자 에마 러셀에게 접근해 유혹에 성공하고 공식을 훔쳐낸다. 트레티야크는 이를 이용해 깨끗하고 저렴한 에너지를 생산하고 러시아의 심각한 석유 부족 상황을 악용해 러시아 에너지 시장을 독점할 계획이다.  
그러나 공식이 아직 완성 전이라는 걸 알게 된 트레티야크는 사이먼을 죽이려고 하는 한편 에마를 납치하려고 한다. 또한 트레티야크는 이 공식을 카르포프 대통령에게 속여 팔고 쓸모없는 기술에 국고를 낭비한다고 비난해 자신이 대통령이 될 생각이다.  

## 출연
- 밸 킬머 - 사이먼 템플러 역
- 엘리자베스 슈 - 에마 러셀 박사 역
- 라데 셰르베지야 - 이반 트레티야크 역
- 발레리 니콜라예프 - 일리야 트레티야크 역
- 헨리 굿맨 - 레프 나우모비치 보트빈 박사 역
- 앨런 암스트롱 - 광역경찰청 틸 경위 역
- 마이클 번 - 유리 베레샤긴 역
- 예브게니 라자레프 - 카르포프 대통령 역
- 토미 플래너건 - 스카페이스 역
- 로저 무어 - 라디오 방송 진행자 역 (목소리)
- 에밀리 모티머 - 비행기의 여성 역
- 윌리엄 호프

## 우리말 녹음
| MBC 성우진 (2000년 12월 16일) - 박지훈 - 사이먼 템플러(밸 킬머) - 박영희 - 에마 러셀(엘리자베스 슈) - 김기현 - 한상혁 - 홍승옥 - 손원일 - 이도련 - 이종오 - 김호성 - 박선영 - 김지영 - 최한 - 표영재 | SBS 성우진 (2005년 3월 6일) - 박지훈 - 사이먼 템플러(밸 킬머) - 정미숙 - 에마 러셀(엘리자베스 슈) - 한상혁 - 이반 트레티야크(라데 셰르베지야) - 한호웅 - 일리야 트레티야크(발레리 니콜라예프) - 이완호 - 베레샤긴(마이클 번) - 이종혁 - 스클랴로프(레프 프리구노프) - 김관진 - 보트빈(헨리 굿맨) - 김윤미 - 최향윤 - 홍승표 - 임진응 |  |